# Rigidoporus microporus
Rigidoporus microporus är en svampart som först beskrevs av Olof Swartz och fick sitt nu gällande namn av Casper van Overeem 1924. 
Rigidoporus microporus ingår i släktet Rigidoporus och familjen Meripilaceae. Inga underarter finns listade i Catalogue of Life.